# لمبران
لمبران هي قرية في مقاطعة ورزقان، إيران. عدد سكان هذه القرية هو 289 في سنة 2006.